# Saison 8 de Meurtres au paradis
 (mai 2019).
Si vous disposez d'ouvrages ou d'articles de référence ou si vous connaissez des sites web de qualité traitant du thème abordé ici, merci de compléter l'article en donnant les références utiles à sa vérifiabilité et en les liant à la section « Notes et références ».
Chronologie
Saison 7 Saison 9
Cet article présente les épisodes de la huitième saison de la série télévisée Meurtres au paradis.

## Distribution

### Acteurs principaux
- Ardal O'Hanlon (VF : Daniel Lafourcade) : Inspecteur-chef Jack Mooney
- Joséphine Jobert (VF : Joséphine Jobert) : Sergent Florence Cassell (épisode 1 à 6)
- Tobi Bakare (de) (VF : Jean-Baptiste Anoumon) : Agent JP Hooper
- Shyko Amos : Agent Ruby Patterson
- Aude Legastelois (ht) (VF : elle-même) : Sergent Madeleine Dumas (à partir de l'épisode 7)

### Acteurs récurrents
- Élizabeth Bourgine (VF : Élizabeth Bourgine) : Catherine Bordey, maire de Sainte-Marie
- Don Warrington (en) (VF : Daniel Kamwa) : commandant Selwyn Patterson, chef de la police de Sainte-Marie
- Leemore Marett Jr : Patrice Campbell, le petit ami de Florence Cassell (épisode 1 à 6)

## Liste des épisodes

### Épisode 1:L'Honoré Express
- Royaume-Uni : 10 janvier 2019
- France : 20 mai 2019 sur France 2
- Suisse :

- Andrew Tiernan : Paul Raynor
- Diveen Henry : Tamilia Brooks
- Rob James-Collier : Oliver Carr
- Rebecca Front : Fiona Tait
- Chizzy Akudolu (en) : Butterfly Brown
- Ewen Cummins : Harold Crane

### Épisode 2:Meurtre au zoo
- Royaume-Uni : 17 janvier 2019
- France : 20 mai 2019 sur France 2
- Suisse :

- Jonathan Kerrigan : Xander Shepherd
- Jonas Armstrong : Dylan Shepherd
- Charlotte Ritchie : Iris Shepherd
- Shelley Conn : Marina Shepherd
- Blake Harrison (en) : Theo Roberts
- Sule Rimi : Emil Delacroix

### Épisode 3:Destination de rêve
- Royaume-Uni : 24 janvier 2019
- France : 27 mai 2019 sur France 2
- Suisse :

- Ron Cook : Bill Calder
- Olivia Poulet : Pippa Mayhew
- Kevin Doyle : Terry Brownlow
- Kimberley Nixon : Catrina McVey
- Navin Chowdhry : Andy Spriggs

### Épisode 4:Du grain à moudre
- Royaume-Uni : 31 janvier 2019
- France : 27 mai 2019 sur France 2
- Suisse :

- Louis Greatorex : Owen Dacre
- Robert Portal : Benedict Dacre
- Susy Kane : Ricki Dacre
- Anna Chancellor : Ciss Dacre
- Sara Powell : Josephine Porter
- Margaret Clunie : Ruth Dacre

### Épisode 5:Le Rouge de l'océan(première partie)
- Royaume-Uni : 7 février 2019
- France : 3 juin 2019 sur France 2
- Suisse :

- Zackary Momoh : Harrison Green
- Nneka Okoye : Nelly Dubois
- Indra Ové : Louise Palmer
- Nikôle Leky : Tiana Palmer

### Épisode 6:Le Rouge de l'océan(deuxième partie)
- Royaume-Uni : 14 février 2019
- France : 10 juin 2019 sur France 2
- Suisse :

- Alastair Mackenzie : Ewan Boyd
- Saskia Reeves : Frances Compton
- Nikôle Leky : Tiana Palmer
- Zackary Momoh : Harrison Green
- Angus Deayton : Martin Stow

### Épisode 7:Mort à l'antenne
- Royaume-Uni : 21 février 2019
- France : 17 juin 2019 sur France 2
- Suisse :

- Richard Pepple : Junior
- Adelle Leonce : Faith Butler
- Errol Trotman-Harewood : Bunny Hicks
- Richard Blackwood : Carlton Smith
- Terence Maynard : Dezzie Dixon

### Épisode 8:Au poste!
- Royaume-Uni : 28 février 2019
- France : 24 juin 2019 sur France 2
- Suisse :

- Daniel Ryan : Gerald Baynes
- Karl Theobald : David Molyneux
- Hari Dhillon : Jay Carver
- Tristan Sturrock : Adam Renshaw
- Lisa McGrillis : Hannah Wilde

## Musiques
En VO, les épisodes en deux parties affichent le titre de l'épisode après une courte scène d'entrée : c'est la seule fois dans la version britannique que le titre des épisodes apparaît à l'écran.
Le dernier épisode de la Saison 8 est le seul épisode de la série qui ne se termine pas avec le thème de la série : c'est "Going Back West" de Jimmy Cliff qui sert de générique de fin dans la VF et la VO.